# William E. Tuttle

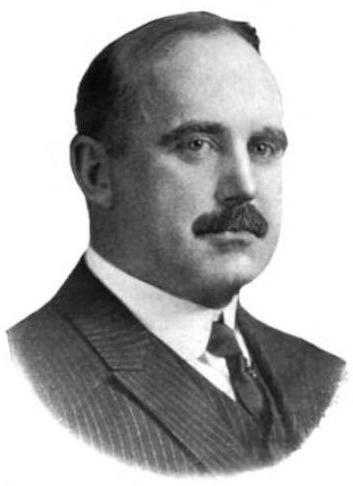
William E. Tuttle

William Edgar Tuttle Jr. (* 10. Dezember 1870 in Horseheads, Chemung County, New York; † 11. Februar 1923 in Westfield, New Jersey) war ein US-amerikanischer Politiker. Zwischen 1911 und 1915 vertrat er den Bundesstaat New Jersey im US-Repräsentantenhaus.

## Werdegang
William Tuttle besuchte die Horseheads High School und danach bis 1887 die Elmira Free Academy. Anschließend studierte er zwei Jahre lang an der Cornell University in Ithaca. Danach stieg er in Westfield in das Holzgeschäft ein. Gleichzeitig begann er als Mitglied der Demokratischen Partei eine politische Laufbahn. In den Jahren 1908 und 1916 war er Delegierter zu den jeweiligen Democratic National Conventions. Bei den Kongresswahlen des Jahres 1910 wurde er im fünften Wahlbezirk von New Jersey in das US-Repräsentantenhaus in Washington, D.C. gewählt, wo er am 4. März 1911 die Nachfolge von Charles N. Fowler antrat. Nach einer Wiederwahl konnte er bis zum 3. März 1915 zwei Legislaturperioden im Kongress absolvieren. Während dieser Zeit wurden der 16. und der 17. Verfassungszusatz ratifiziert.
Im Jahr 1914 unterlag Tuttle dem Republikaner John H. Capstick. Nach dem Ende seiner Zeit im US-Repräsentantenhaus arbeitete er wieder im Holzgeschäft. Im Jahr 1916 fungierte er als amerikanischer Beauftragter für die Panama-Pacific International Exposition, die Weltausstellung in San Francisco; 1919 war er in New Jersey Vorsitzender der Kommission zum Umweltschutz und zur Weiterentwicklung (State Board of Conservation and Development). Tuttle wurde auch im Versicherungsgeschäft und im Bankwesen tätig. 1921 war er Staatsbeauftragter für das Bankgewerbe und die Versicherungsbranche. Er gründete ferner die Handelskammer des Staates New Jersey. William Tuttle starb am 11. Februar 1923 in Westfield.